# Edmond de Favières
Pour les articles homonymes, voir Favières.
Edmond de Favières, né Edme Guillaume François de Favières le 8 novembre 1755 à Paris et mort le 13 mars 1837 à Banthelu, est un dramaturge et homme politique français qui fut maire de Banthelu.

## Œuvres
- Paul et Virginie, comédie en trois actes et en prose (1791)
- Les Espiègleries de garnison, comédie en trois actes (1792)
- Lisbeth, drame lyrique en trois actes et en prose (1797)
- Elisca ou l'Amour maternel, drame lyrique en trois actes (1799)
- Fanny Morna, ou l’Écossaise, drame lyrique en trois actes (1799)